# Nephodia ellopiata
Nephodia ellopiata là một loài bướm đêm trong họ Geometridae.